# Casse-tête chinois
Casse-tête chinois is een Franse film uit 2013. De hoofdrol wordt vertolkt door Romain Duris. De film is een vervolg op L'auberge espagnole en Les poupées russes en volgt opnieuw de verwikkelingen tussen een deel van de personages uit de vorige twee films. 

## Verhaal
De Fransman Xavier (Romain Duris) is inmiddels 10 jaar samen met de Britse Wendy. Ze wonen in Parijs en hebben een zoon en een dochtertje. Xavier heeft een succesvolle carrière als schrijver, en het lijkt hem voor de wind te gaan. Tijdens een zakenreis leert Wendy echter een rijke Amerikaan kennen. Ze verhuist naar New York en neemt de kinderen mee. Xavier kan niet leven met de gedachte dat hij zijn kinderen voortaan alleen in de vakantie kan zien, en vertrekt kort daarop ook naar New York. Hij krijgt onderdak bij een jeugdvriendin, de Belgische Isabelle, die bij haar Amerikaanse vrouw Ju is ingetrokken. Hij heeft in Frankrijk voor Isabelle als zaaddonor gefungeerd, en het lesbische koppel helpt hem nu aan een betaalbaar appartementje in de stad. 
Voor een omgangsregeling met zijn kinderen ziet Xavier zich genoodzaakt een advocaat in te schakelen. De sjacheraar die hij regelt - een betere kan hij niet betalen - adviseert hem om zo snel mogelijk met een Amerikaanse te trouwen, zodat hij het recht krijgt om in Amerika te blijven en er te werken. Door een bizarre samenloop van omstandigheden slaagt Xavier er binnen enkele dagen al in om een vrouw te vinden, die met hem wil trouwen en hem daarna graag helpt om de immigratiedienst om de tuin te leiden. Xavier kan in New York blijven, en kan zijn kinderen nu om de week blijven zien. 
Ondertussen houdt Xavier via Skype contact met het thuisfront in Frankrijk. Zijn uitgever informeert regelmatig naar hoe het met hem gaat. Liefst niet al te goed, hoopt de uitgever, want daar wordt het boek beter van. Ook Martine, zijn liefde van vroeger, spreekt hem regelmatig. Op een dag komt ze naar New York, voor een meeting met de directie van een Chinees theebedrijf. Na afloop blijft ze bij Xavier slapen, en bedrijven ze geheel onverwacht - ook voor elkaar - de liefde. Korte tijd later komt ze opnieuw naar New York. Deze keer komt ze voor een vakantie, en ze heeft haar kinderen meegenomen. Na enig aarzelen beseft Xavier dat ze van hem houdt, en hij van haar, en besluit hij Martine te vragen om bij hem in New York te wonen. En dat doet ze. In de laatste scènes van de film is iedereen blij met het happy end. De enige die niet blij is, is de uitgever van Xavier. Die beklaagt zich er via Skype over dat het boek naar zijn smaak veel te goed afloopt.

## Rolverdeling
- Romain Duris - Xavier
- Audrey Tautou - Martine
- Cécile de France - Isabelle
- Kelly Reilly - Wendy